# Turáni Csongor

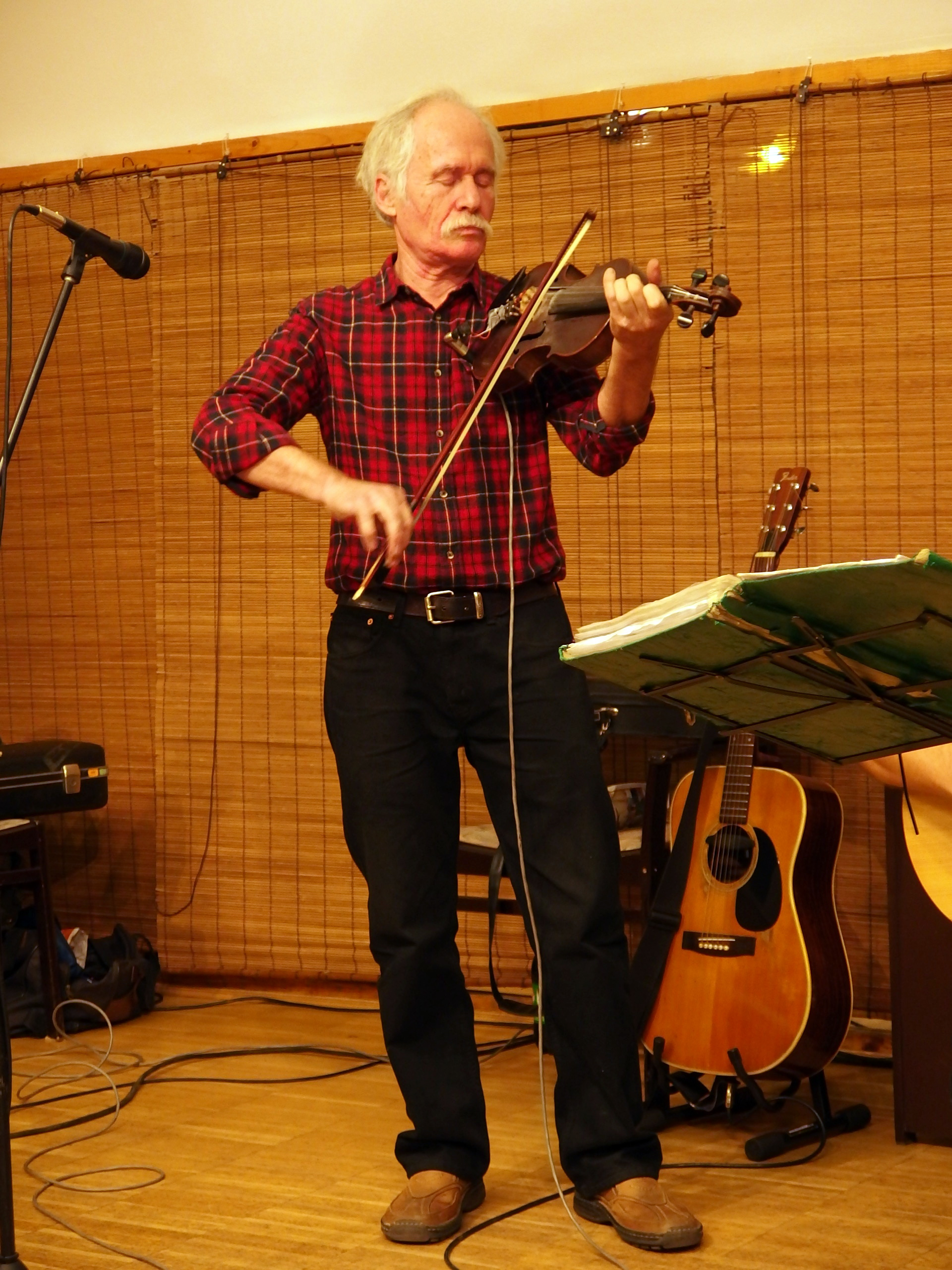
Turáni Csongor a Virányosi Közösségi Házban a M.É.Z.-fesztiválon, 2016. október 8.

Turáni Csongor (1946 –) a kelta zene magyar doyenje, a skót és ír muzsika hazai megteremtője, mai napig népszerűsítője.

## Életrajza
1946-ban született Óbudán. Egy lánya van, Tünde. Az Óbudai zeneiskolába járt öt évig, ott tanult meg hegedülni. Miután végzett, a dekoratőr-grafikus szakmát tanulta ki, és később sokáig kirakatrendezőként dolgozott.
35 évesen csatlakozott a Dunakanyarban sátorozó – az indián létet megélő – „dunai indiánokhoz”. Ott és akkor újra elkezdett zenélni, és a zárt közösséget alkotó csoportot country-zenével szórakoztatta nap mint nap.
Egyik alkalommal egy ismerőse mutatott neki egy különleges zenét: ez volt az ír és skót muzsika. Annyira elvarázsolta a kelta hangzás, hogy elkezdett komolyabban is foglalkozni azzal, hogy elsajátítsa a különleges dallamokat. Így elindult ezen a vonalon, s annyira jól műveli, hogy mára már olyan skótduda-hangzást tud előállítani hegedűjével, amely egyedivé és utánozhatatlanná teszi játékát.
1988-tól egészen 1996-ig az első magyarországi ír-skót népzenét játszó együttesében, a Meg nem Értett Zenekarban (M.É.Z.) játszott. Muzsikált még a Dagdában, az ÍrMagban, a Celtic Evangelic Trióban és az Isterben – utóbbi kettőnek alapító tagja is volt.
Jelenleg a Botosánka együttesben találjuk meg, amelyben elhagyva az eddig már tőle megszokott kelta dallamokat, csángó folkzenét játszik.